# Exocentrus gardneri
Exocentrus gardneri es una especie de escarabajo longicornio del género Exocentrus, subfamilia Lamiinae. Fue descrita científicamente por Fisher en 1932.
Se distribuye por India y Sri Lanka. Mide 2,8-5 milímetros de longitud. El período de vuelo ocurre en los meses de junio y julio.